# Ľadové pleso
Ľadové pleso je jezero ve Zlomiskové dolině, která je větví Mengusovské doliny ve Vysokých Tatrách na Slovensku. Nachází se v ledovcovém karovém kotli zvaném Ľadová kotlina. Má rozlohu 2,255 ha. Je 225 m dlouhé a 150 m široké. Dosahuje maximální hloubky 9,6 m a objemu 87 397 m³. Leží v nadmořské výšce 1925 m.

## Okolí
Na jihu se nachází Lúčné sedlo. Na západě se táhne hřeben od Končisté přes Štolskou vežu, Malou Končistou a Sedlo pod Drúkom po Popradský Ľadový štít. Na severu od plesa je Železná kotlina a hřeben Kozí stráže.

## Vodní režim
Pleso nemá povrchový přítok. Odtéká z něj Ľadový potok do Popradského plesa. Je tedy jedním z pramenů řeky Poprad. Rozměry jezera v průběhu času zachycuje tabulka:
| Rok     | Měření prováděl   | Rozloha ha | Délka m | Šířka m | Hloubka max.m | Objem m³ |
| ------- | ----------------- | ---------- | ------- | ------- | ------------- | -------- |
| 1928    | Josef Schaffer    | 2,1084     | 236     | 148     | 10,2          | [ 2 ]    |
| 1961–67 | pracovníci TANAPu | 2,255      | 225     | 150     | 9,6           | [ 2 ]    |
| 2005    | Gregor, Pacl      | 2,2540     | [ 2 ]   | [ 2 ]   | 9,7           | 87 397   |

## Přístup
Pleso je přístupné pěšky pouze s horským vůdcem v rámci výstupů do sedel Lúčné sedlo, Východní Železná brána nebo Sedlo pod Drúkom. K plesu vedla ještě v 70. letech 20. století  žlutá turistická značka od Popradského plesa, ale z důvodu ochrany přírody byla zrušena.